# Remake (película)
Remake es una película de Roger Gual, rodada en 2005. El guion es de Gual y de Javier Calvo.

## Argumento
En la década de 1970 un grupo de amigos arreglaron una masía en la montaña para reunirse y hablar de sus deseos de cambiarlo todo. Sólo uno de ellos prefirió quedarse allí, los demás marcharon. Treinta años después regresan con buenos recuerdos, pero también con algunos conflictos. Están divorciados y traen con ellos a sus hijos.

## Reparto
| Actor/Actriz          | Personaje           |
| --------------------- | ------------------- |
| Juan Diego            | Damián              |
| Sílvia Munt           | Patricia            |
| Eusebio Poncela       | Álex                |
| Mercedes Morán        | Carol               |
| Mario Paolucci        | Max                 |
| Gustavo Salmerón      | Ernesto             |
| Àlex Brendemühl       | Fidel               |
| Marta Etura           | Laura               |
| Juan Navarro          | Víctor              |
| Francesc Orella       | Guarda Jurado Mayor |
| Iván Morales          | Guarda Jurado Joven |
| Antonio Dechent       | Taxista             |
| Chete Lera            | Hombre parking      |
| Manuel Morón          | Vecino              |
| Pep Molina            | Mirón Parking       |
| Juan Loriente         | Vendedor            |
| Victoria Lepori       | Vendedora           |
| Miguel Ángel González | Gasolinero          |
| Nieves Casquete       | Madre Niños         |
| Candela Navarro       | Niña                |
| Yago Navarro          | Niño                |
| Lluís Esteva          | Damián Joven        |
| Eva Alba              | Patricia Joven      |
| Laia Capdevila        | Carol Joven         |
| Jordi Ferrera         | Max Joven           |
| Enric Callís          | Ernesto Niño        |
| Jan Callís            | Fidel Niño          |
| Pol Mas de Xaxàs      | Víctor Niño         |

- Datos: Q9067943